# Byron Irvin
Pour les articles homonymes, voir Irvin.
Byron Edward Irvin, né le 2 décembre 1966 à La Grange aux États-Unis, est un joueur américain de basket-ball. 

## Biographie
Talentueux ailier de l'université du Missouri, il est sélectionné au premier tour de la draft 1989 de la NBA par les Trail Blazers de Portland avec le 22e choix. Il n'y reste qu'une saison. Son temps de jeu derrière Clyde Drexler, Terry Porter ou encore Dražen Petrović est limité. Échangé aux Kings de Sacramento le 1er août 1990, il l'est de nouveau en début de saison et envoyé aux Bullets de Washington en échange de Steve Colter. Après une deuxième saison en NBA, il joue pour les Catbirds de La Crosse dans la Continental Basketball Association puis à l'étranger et notamment en Europe. Cousin de Doc Rivers, il devient agent sportif et représente des joueurs comme Shawn Marion ou Jason Terry.